# Акушнет (Массачусетс)
Акушнет (англ. Acushnet) — місто (англ. town) в США, в окрузі Бристоль штату Массачусетс. Населення — 10 559 осіб (2020).

## Демографія
Згідно з переписом 2010 року, у місті мешкали 10 303 особи в 3934 домогосподарствах у складі 2850 родин. Було 4118 помешкань
Расовий склад населення:
| - 97,2 % — білих - 0,5 % — чорних або афроамериканців - 0,3 % — азіатів - 0,2 % — корінних американців |

До двох чи більше рас належало 1,1 %. Частка іспаномовних становила 1,2 % від усіх жителів.
За віковим діапазоном населення розподілялося таким чином: 20,3 % — особи молодші 18 років, 63,9 % — особи у віці 18—64 років, 15,8 % — особи у віці 65 років та старші. Медіана віку мешканця становила 43,6 року. На 100 осіб жіночої статі у місті припадало 96,5 чоловіків;  на 100 жінок у віці від 18 років та старших — 95,0 чоловіків також старших 18 років.
Середній дохід на одне домашнє господарство  становив 82 207 доларів США (медіана — 69 402), а середній дохід на одну сім'ю — 92 449 доларів (медіана — 85 149). Медіана доходів становила 61 875 доларів для чоловіків та 46 992 долари для жінок. За межею бідності перебувало 4,1 % осіб, у тому числі 1,8 % дітей у віці до 18 років та 6,6 % осіб у віці 65 років та старших.
Цивільне працевлаштоване населення становило 5411 осіб. Основні галузі зайнятості: освіта, охорона здоров'я та соціальна допомога — 25,5 %, роздрібна торгівля — 13,7 %, виробництво — 12,0 %.